# ホルンとピアノのためのエレジー
ホルンとピアノのためのエレジー（Élégie pour cor et piano） FP 168は、フランシス・プーランクが作曲した室内楽曲。1957年に他界したホルン奏者のデニス・ブレインの想い出のために書かれた。初演は1958年1月に行われた。

## 概要
プーランクはイギリスのホルン奏者であったデニス・ブレインに深い敬愛を抱いていた。ブレインが1957年に自動車事故のため36歳で命を落とすと、プーランクは称賛の証としてエレジーを作曲する。独奏楽器としての性能に確信が持てなかった彼は、作品の完成前にホルン奏者のジョルジュ・バルボトゥーの助言を仰いだ。
初演は1958年2月17日にBBCの放送で行われた。かつてフィルハーモニア管弦楽団でブレインの同僚だったニール・サンダースのホルン、作曲者自身のピアノによる演奏だった。
プーランクはルシアン・テヴェと共にこの曲の自作自演の録音を遺している。

## 楽曲構成
演奏時間は約9-10分。プーランクの作品としては特殊で、十二音音列により開始する。プーランクは十二音技法の提供者であるアルノルト・シェーンベルクに出会い、その音楽を賞賛していたが、彼自身の作品はキャリアを通じて調性音楽であり続けた。そのため、こうした音列による主題の使用は作風の典型からは完全に外れたところにある。
音列に続き、短く強いアクセントを伴ったモルト・アジタートのパッセージが出て、ホルンとピアノはハ長調とハ短調の三和音を演奏する。音列が再度登場し、再びモルト・アジタートに取って代わられる。Très calmeと表示された経過があり、エレジーの主要主題が普通のト短調で出される。このホルンによる主題は3/4拍子のゆったりした旋律で、ピアノが中音域で八分音符と低音域のカンタービレで伴奏する。音楽学者のウィルフリッド・メラーズはホルンの旋律とピアノの伴奏のいずれもが、プーランクのスターバト・バーテル（1950年）とオペラ『カルメル会修道女の対話』（1956年）の中のパッセージと関連していることを見出している。
変ホ長調、ハ長調の三和音によるフォルティッシモの頂点を迎えた後、エレジー部は穏やかに終結へと移行してピアニッシモで幕を閉じる。ホルンの最後の主題は伴奏に由来するハ長調の和音を導く音を最後に持つ、新しい十二音音列となっている。曲の終わりにかけてピアノがビッグ・ベンの鐘の音を想わせるエピソードを奏し、ブレインの国籍を示している。